# Juliana Pasha

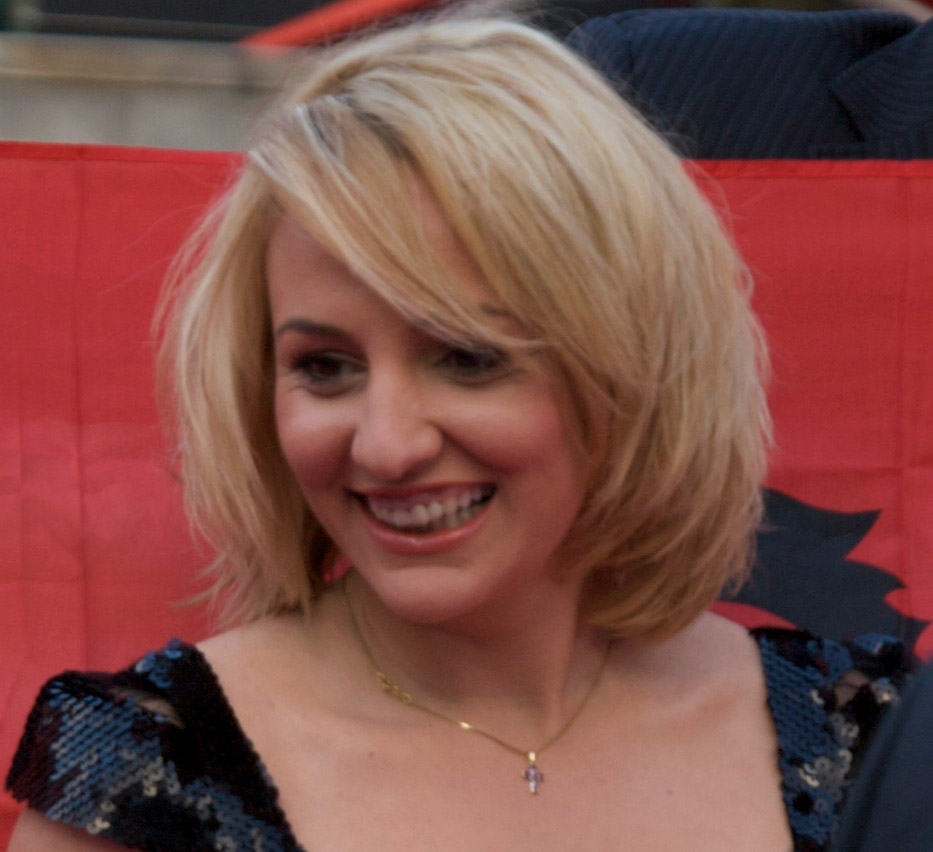
Juliana Pasha in Oslo (2010)

Juliana Pasha (* 20. Mai 1980 in Tirana) ist eine albanische Sängerin.

## Leben und Wirken
Sie vertrat ihr Land beim Eurovision Song Contest 2010 in Bærum bei Oslo, nachdem sie am 27. Dezember 2009 den albanischen Vorentscheid zu diesem, das Festivali i Këngës, gewonnen hatte. Ihr Siegertitel hieß Nuk mundem pa ty (deutsch Ich kann nicht ohne dich sein), der für den internationalen Gesangswettbewerb ins Englische It’s all about you übersetzt wurde. Geschrieben wurde ihr Titel von Ardit Gjebrea und Pirro Çako. Sie schlug dabei mit Anjeza Shahini (zweiter Platz) und Kejsi Tola (15. Platz) zwei Konkurrentinnen, die schon mal am Eurovision Song Contest teilgenommen hatten. Im Finale des Eurovision Song Contest belegte Pasha den 16. Platz.

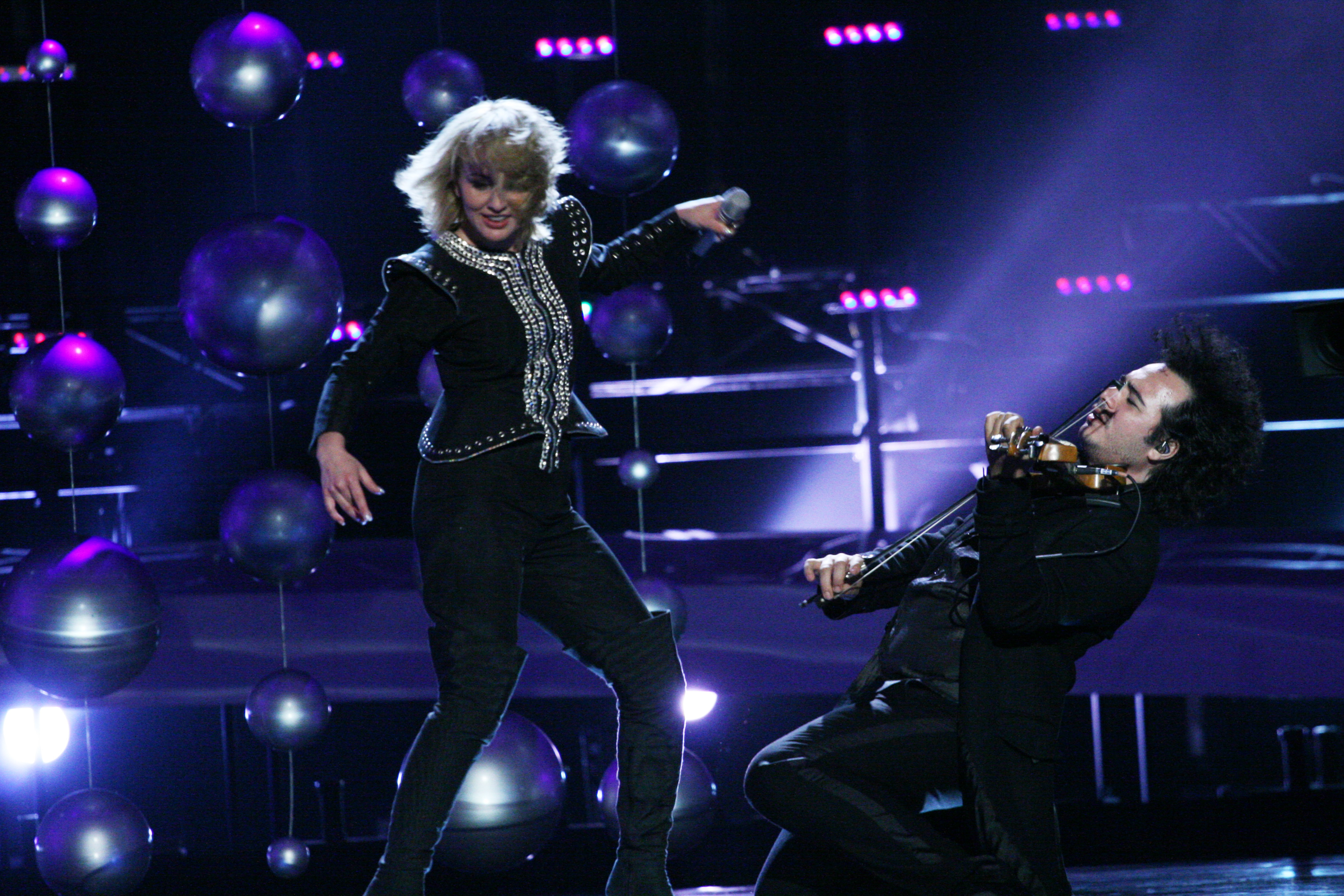
Juliana Pasha und Violinist Olen Cesari bei der Generalprobe zum Eurovision Song Contest

2008 hatte Pasha zum ersten Mal am nationalen Vorentscheid teilgenommen und belegte mit dem Lied Qielli i ri (deutsch Der neue Himmel}) den dritten Platz. 2009 nahm sie im Duett mit Luiz Ejlli teil und belegte mit Një jetë (deutsch Ein Leben) den zweiten Platz. Mit Luiz Ejlli hat sie für den Gesangswettbewerb Kënga Magjike 2010 wiederum ein Lied einstudiert, mit dem sie die Fernsehshow gewannen. Zudem arbeitete sie im Jahr 2010 an einer CD mit christlichen Liedern.